# Тип кузова автомобіля
Автомобілі можуть мати безліч варіантів кузовів. Класифікація не завжди однозначна[джерело?] (Див. прим.). Різні автори[джерело?] можуть трактувати нижченаведені назви по-різному.
Загальноприйняті три номенклатури історичних автомобілів: французька, англійська й американська.

## Типи кузовів

### Закриті
- Седан: найпоширеніший тип кузова, може бути дво- або чотиридверний. Характерна особливість — наявність двох рядів повнорозмірних (тобто придатних для досить комфортного розміщення дорослих осіб) сидінь і відсутність дверцят позаду. Представники — Honda Accord, Volkswagen Passat, Ford Mondeo, Opel Insignia, Renault Talisman.
- Універсал: зазвичай двооб'ємний вантажно-пасажирський кузов на основі седана з дверима позаду, задній звис — як у седана або довший. Представники — Ford Mondeo Turnier, Volkswagen Passat Variant, Opel Insignia Sports Tourer, Renault Talisman Estate.
- Хетчбек: зазвичай двооб'ємний вантажно-пасажирський кузов із трьома або п'ятьма дверима, подібний до універсалу, але відрізняється меншою довжиною заднього звису, та відповідно, має меншу вантажопідйомність. Представники — Volkswagen Golf, SEAT León, Ford Focus, Renault Mégane, Opel Astra, Honda Civic, Peugeot 308, Mazda 3, Nissan Pulsar.
- Купе:зазвичай дводверний кузов з укороченою колісною базою та одним рядом сидінь або із заднім сидінням обмеженої місткості (дитячим, або для короткого, незручного розміщення дорослих пасажирів); часто спортивного типу, але зустрічаються й люксові (представницькі) купе, які забезпечують максимум комфорту водія і пасажира на передньому сидінні. Представники — Audi TT, Cadillac Eldorado, BMW M4, Audi RS5, Aston Martin DB11, Ferrari 488 GTB. Часто комерційну назву «купе» носять автомобілі з іншими кузовами, які мають двоє бічних дверей, наприклад, дводверні седани або тридверний хетчбек.
- Лімузин: закритий кузов легковика вищого класу на основі седана, з подовженою колісною базою і перегородкою за передніми сидіннями. Слід відрізняти від простого довгобазового седана без перегородки.
- Мінівен: зазвичай однооб'ємний або двооб'ємний із напівкапотним компонуванням кузов, проміжний варіант між універсалом і мікроавтобусом. Іноді у вітчизняній літературі називається «універсал підвищеної місткості». Може мати зсувні двері для другого ряду сидінь. Може бути оснащений третім рядом сидінь. Представник — Opel Combo.
- Гардтоп: це не окремий тип, а радше варіант оформлення седана, купе, універсала та інших кузовів. Гардтоп, як правило, позбавлений центральної стійки і рамок скла для кращого зовнішнього вигляду, огляду та вентиляції, що сильно зменшує жорсткість кузова-гардтопа і стало причиною його нечастого використання, починаючи з 1980-х років. Найпоширенішими були гардтоп-модифікації седанів (як дво-, так і чотиридверних) і купе.
- Тудор: дводверний седан, від купе відрізняється повноцінними двома рядами задніх сидінь і нормальною базою. Представник — дводверний «Запорожець».
- Таун-кар: пасажирський автомобіль із високим дахом. Зазвичай такий тип кузовів використовується в таксі. Представник — MetroCab.
- Ліфтбек: 5-дверний седан. Дуже близький до фастбека, але відрізняється тим, що скло відкривається разом із багажником. Приклади: Volkswagen Arteon, Škoda Superb.
- Шутінг-брейк: купе з похилим дахом. Їх часто називають хетчбеками, однак це неправильно. Шутінг-брейки виключно 3-дверні. Використання назви «шутінг-брейк» на 5-дверних універсалах — виключно маркетинговий хід. Приклади: Ferrari FF, Ferrari GTC4Lusso.

### Відкриті
- Кабріолет: дводверний відкритий автомобільний кузов, зазвичай з м'яким чи жорстким складаним дахом. У складеному положенні дах розміщується у багажнику або у ніші між багажником і пасажирами.
- Фаетон: дводверний автомобільний кузов, зазвичай із м'яким складаним дахом на 5—6 посадкових місць.
- Ландо: автомобіль, дах якого виконується складаним лише над пасажирами. Представник — 1929 Chevrolet International Series AC Imperial Landaulet.
- Тарга: тип автомобільного кузова легковика, різновид спортивного 2-місного родстера із жорстко закріпленим лобовим склом, трубчастим каркасом (roll bar) за сидіннями, зі знімним дахом і заднім склом (не завжди). Представник, перший і один із небагатьох — Porsche 911 Targa.
- Родстер: двомісний спортивний кузов з м'яким (вініловим) складаним дахом і окремим багажним відділенням, а також із уздовж розміщеним двигуном і заднім приводом.
- Спайдер
- Торпедо: 4-дверний автомобільний відкритий кузов зі складним дахом, що закриває кабіну згори, але не з боків.

### Вантажні
- Пікап: позбавлений даху кузов. Закритою є лише пасажирська кабіна.
- Фургон: зазвичай однооб'ємний суцільнометалевий кузов, розташований позаду пасажирської кабіни. Або виконується на вантажному шасі із застосуванням окремих: пасажирської кабіни, кузова і металевого чи тканинного тенту. Також може бути виконаний на основі пікапа.